# Epirrhoe galiata
Epirrhoe galiata (tên tiếng Anh: Galium Carpet) là một loài bướm đêm thuộc họ Geometridae. Nó được tìm thấy ở Bắc Phi và Tây Âu tới miền đông Nga.
Sải cánh dài khoảng 28–32 mm. Có hai lứa trưởng thành một năm con trưởng thành bay từ tháng 5 đến tháng 9.
Ấu trùng ăn các loài Galium, bao gồm Galium verum và Galium boreale. Ấu trùng có thể tìm thấy from tháng 6/tháng 7 đến tháng 9/tháng 10. Nó qua đông với hình thức một pupa.

## Phụ loài
- Epirrhoe galiata galiata
- Epirrhoe galiata orientata (Staudinger, 1901)
- Epirrhoe galiata eophanata (Krulikowski, 1906)

## Hình ảnh

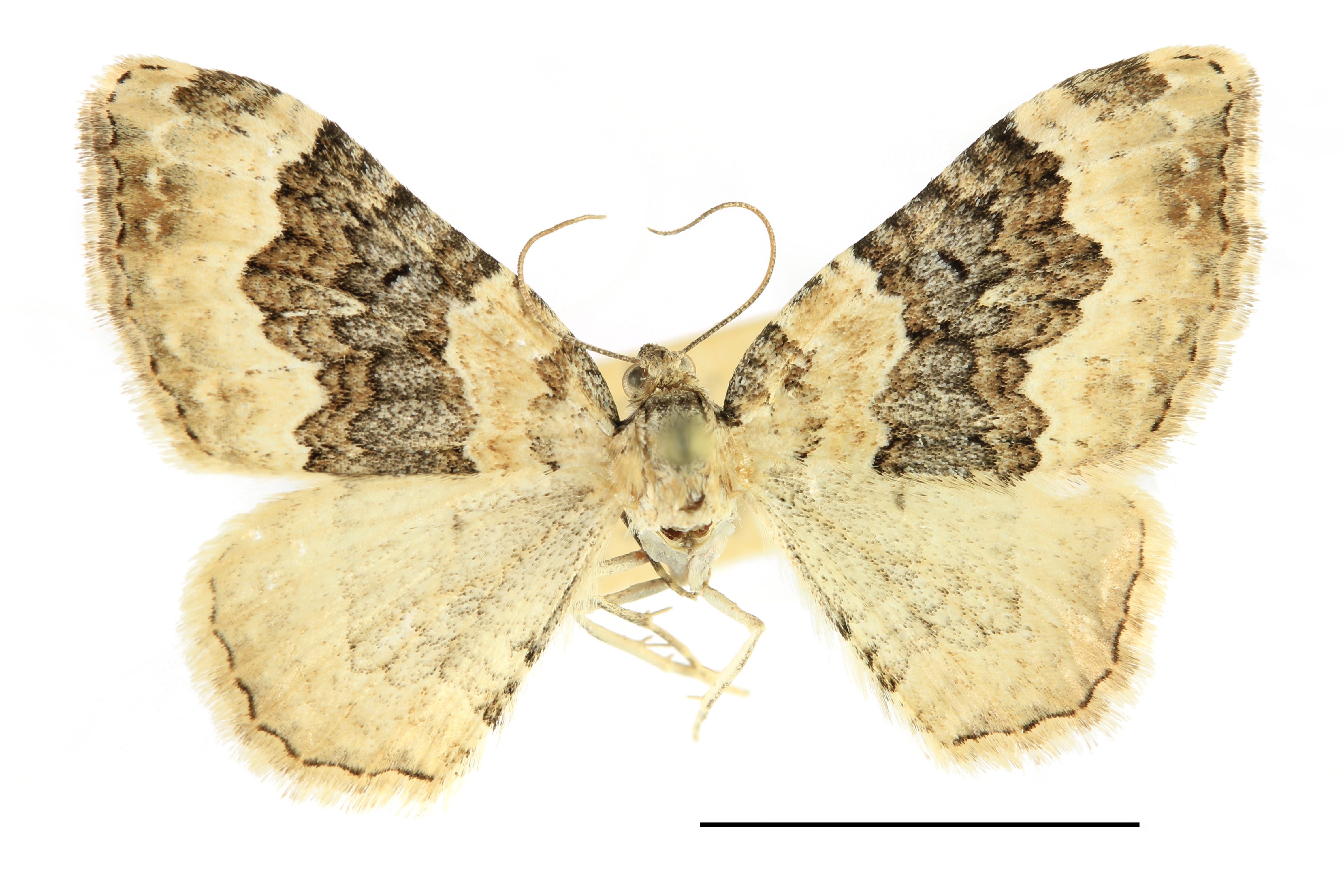
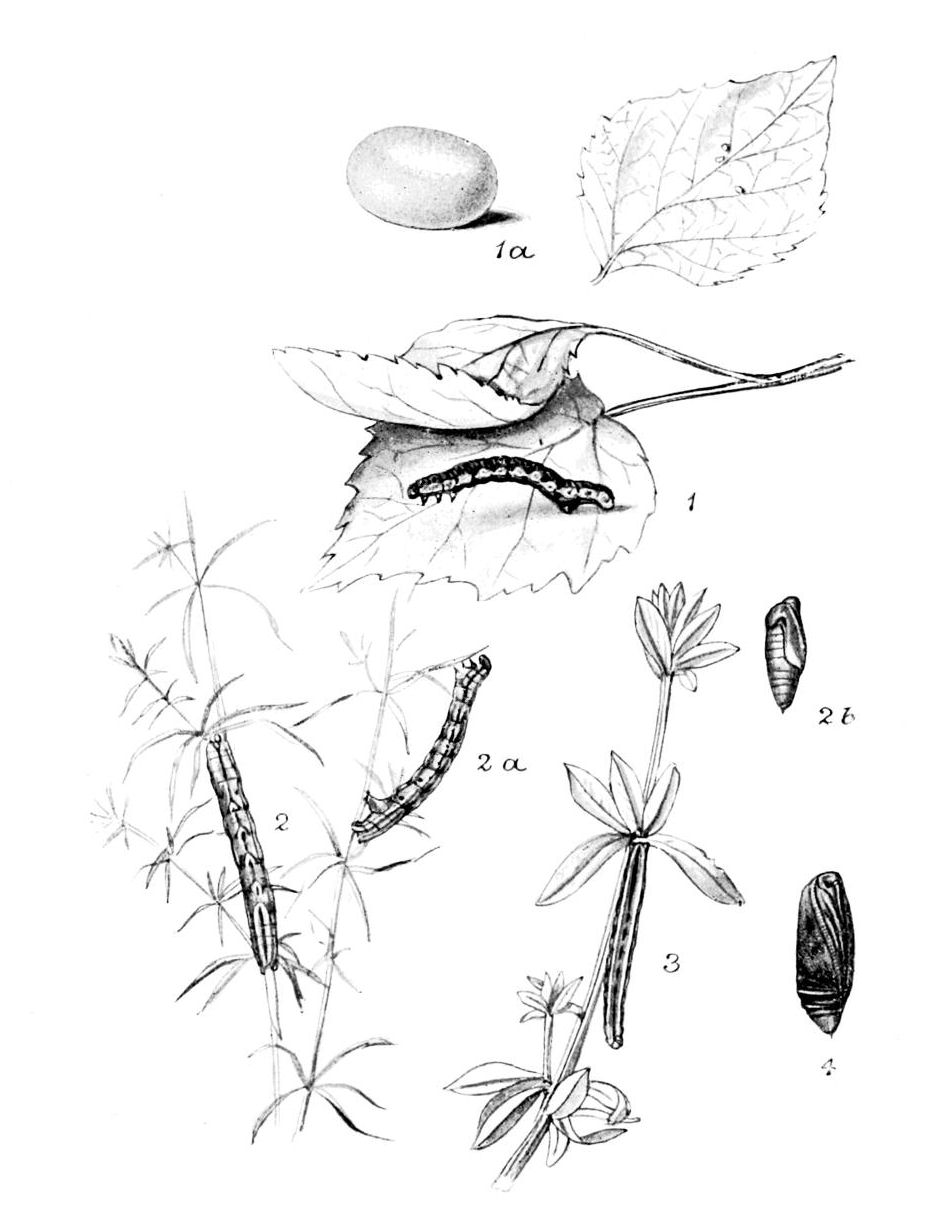
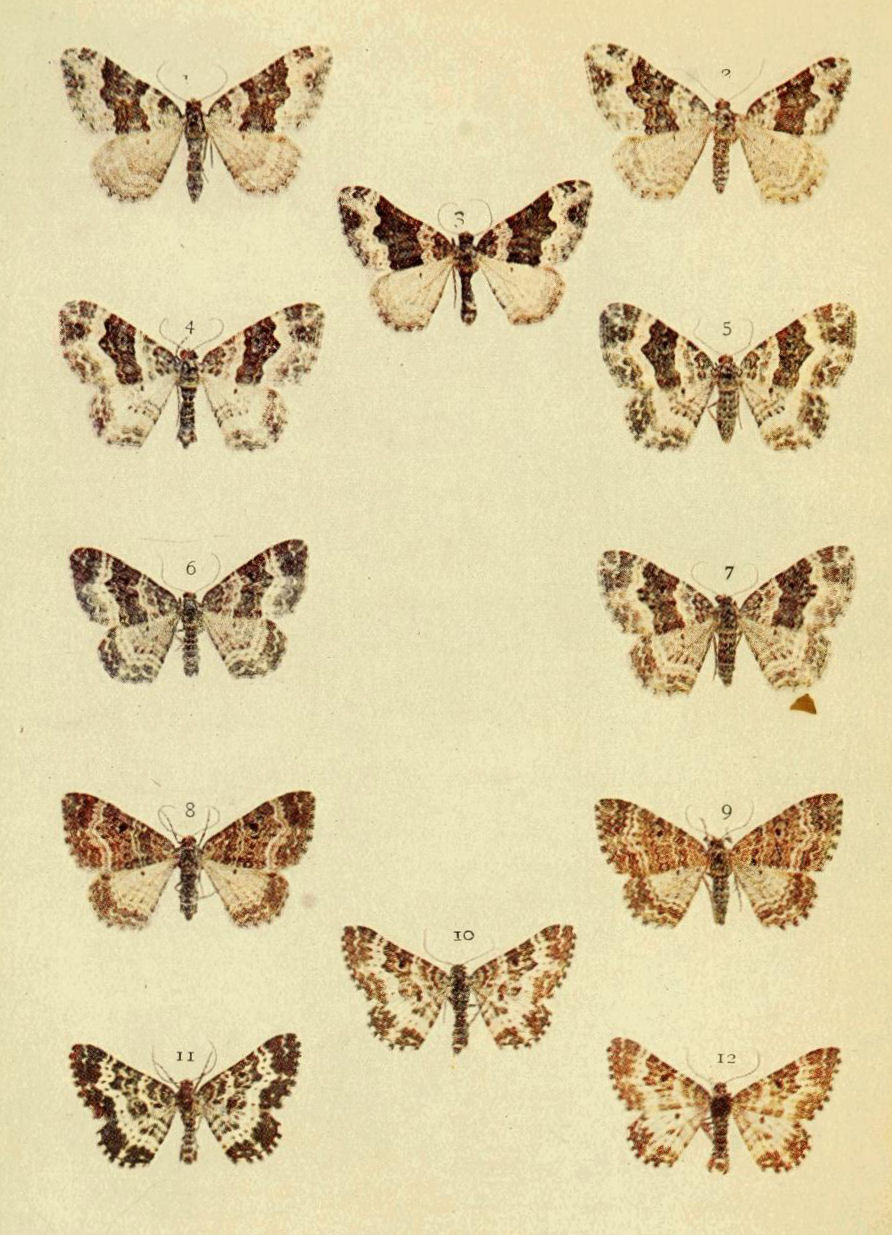